# 2010 au Tchad
2008 au Tchad - 2009 au Tchad - 2010 au Tchad - 2011 au Tchad - 2012 au Tchad
 2008 par pays en Afrique - 2009 par pays en Afrique - 2010 par pays en Afrique - 2011 par pays en Afrique] - 2012 par pays en Afrique -

## Chronologie

### Janvier 2010
- Mardi 12 janvier 2010 : Le maire de N'Djamena, Mahamat Zene Bada, et son deuxième adjoint, Annour  Djibrine, ont été inculpés pour  « faux et usage de faux », sur plainte de ministère délégué à la présidence chargé du contrôle d'État, et incarcérés à la prison civile de N'Djamena, à la suite de leur interpellation la veille. Ce ministère effectue depuis fin octobre 2009 une mission de contrôle des services publics qui a déjà conduit à l'arrestation d'une dizaine de responsables municipaux[1].

- Vendredi 15 janvier 2010 : Le Tchad et le Soudan ont établi à N'Djamena un calendrier sur la création d'une force mixte tchado-soudanaise, prévoyant notamment « l'occupation des postes et la sécurisation de la frontière des deux pays » devenant effective entre le 15 et le 20 février. Le calendrier a été arrêté par les deux parties dans le cadre d'un protocole d'accord « portant sur les mesures concrètes de normalisation des relations entre le Tchad et le Soudan ». Côté tchadien, un poste d'observation est prévu à Abéché (est) et pour le Soudan, il sera installé à El-Geneina (Darfour). Le Tchad et le Soudan « se sont donné un délai de deux mois pour prendre chacun les mesures qu'il faut pour mettre un terme à toute présence, tout soutien et de toute action des groupes armés à l'un ou l'autre pays ». « Tout cela doit se faire au plus tard le 21 février », mais avec une possible prorogation possible, en cas de besoin, « jusqu'au 22 mars 2010 »[2].

- Jeudi 28 janvier 2010 : Un Boeing 737 de la compagnie Ethiopian Airlines en route pour Addis-Abeba avec 150 passagers à bord a atterri en urgence dans la soirée à N'Djamena pour un « problème de radar ». Selon des passagers, l'avion avait déjà dû faire « demi-tour » après avoir quitté Dakar à cause d'un « problème d'électricité »[3].

- Vendredi 29 janvier 2010 : Selon le Groupe d'analyse des données de droits humains (GADDH), basé en Californie, pour Human Rights Watch et l'Association des victimes des crimes et répressions politiques au Tchad, l'ancien président tchadien (1982-1990) Hissène Habré, réfugié au Sénégal et poursuivi pour crime contre l'humanité, ainsi que des hauts fonctionnaires de son gouvernement, étaient « continuellement » informés des actes de torture de sa police politique « au sein des prisons de la Direction de la Documentation et de la Sécurité (DDS) entre 1982 et 1990 ». Le GADDH affirme avoir analysé « des archives officielles de la DDS et d'autres services gouvernementaux » découvertes par HRW en 2001 dans les quartiers généraux de la DDS, à l'abandon, à N'Djamena, « 2 733 documents » au total[4].

### Février 2010
- Vendredi 5 février 2010 : Le Parti socialiste français a réclamé « que la vérité soit faite sur la disparition puis l'assassinat » de l'opposant tchadien Ibni Oumar Mahamat Saleh, disparu il y a deux ans, et a rappelé au président français Nicolas Sarkozy l'exigence de « vérité » qu'il avait formulée à son sujet lors d'une visite au Tchad en 2008. L'impunité serait « inacceptable et constituerait un précédent dangereux », a estimé Jean-Christophe Cambadélis, qui a demandé « qu'une véritable commission d'enquête internationale soit mandatée », la commission d'enquête tchadienne « n'ayant pas pu éclaircir véritablement les conditions de cette disparition ». Secrétaire général du Parti pour les libertés et le développement (PLD) et porte-parole de la coalition de l'opposition tchadienne, Ibni Oumar Mahamat Saleh a été arrêté le 3 février 2008 à son domicile par des militaires tchadiens[5].

- Samedi 6 février 2010 : Laurent Maurice, un employé français de la Croix-Rouge enlevé au Tchad le 9 novembre dernier, a été libéré en bonne santé. Un groupe peu connu du Darfour, se présentant comme « les Aigles de libération de l'Afrique », avait revendiqué le rapt de Laurent Maurice et réclamé un million d'euros pour le libérer. Ce groupe a expliqué : « Nous n'avions pas agi pour de l'argent mais parce que nous souhaitions que la France change sa politique dans la région. Or, nous apprécions le rôle positif que la France a joué lors des dernières négociations entre le Tchad et le Soudan »[6].

- Lundi 8 février 2010 : Le président Idriss Deby Itno est arrivée à Khartoum où il a été accueilli par le président soudanais Omar el-Béchir. Cette visite constitue un signe d'apaisement entre le Tchad et le Soudan qui se livrent une guerre par groupes rebelles interposés et dont les bonnes relations sont jugées essentielles pour la paix au Darfour.

- Mercredi  17 février 2010 : 18 éleveurs tchadiens sont tués en Centrafrique, dans la zone (nord-nord-ouest) située entre Bossangoa et Paoua, par des hommes armés, qui pourraient être des membres de l'APRD (Armée populaire pour la restauration de la démocratie), une des principales rébellions du pays ayant signé les accords de paix.

### Mars 2010
- Vendredi 5 mars 2010 : Le président Idriss Deby Itno nomme un nouveau premier ministre, Emmanuel Nadingar, chargé de former le nouveau gouvernement en remplacement de Youssouf Saleh Abbas.

- Mercredi 10 mars 2010 : Le nouveau premier ministre, Emmanuel Nadingar, annonce son nouveau gouvernement de 40 membres qui en compte 3 de plus que le précédent et marqué par l'arrivée de 18 nouvelles personnalités dont 9 femmes. 8 membres de l'ancien gouvernement ne sont pas appelés. Les anciens titulaires des départements clés des Défense nationale, Affaires étrangères, Intérieur et Sécurité, Infrastructures et Finances conservent leur portefeuille. Parmi les changements : Keddelah Younous, nouveau ministre de la Communication et porte-parole du gouvernement,  Abderahim Younous Ali, ministre de l'Éducation nationale, Habiba Sahoulba, secrétaire d'État au Budget, Assia Abbo, ministre-secrétaire général du gouvernement. Trois anciens ministres, Abderaman Koko, Oumar Boukar Gana et Limane Mahamat avaient été suspendus, inculpés de corruption et incarcérés en février pour leur implication présumée dans des malversations dans l'achat par le gouvernement de manuels scolaires[7].

### Avril 2010
- Vendredi 23 avril 2010 : Un accord est conclu à N'Djamena entre le Tchad et la Minurcat, à l'issue de négociations ardues sur le retrait d'ici la fin de l'année de la mission de l'ONU au Tchad et en Centrafrique (Minurcat). Le président Idriss Déby Itno s'oppose au renouvellement du mandat de la Mission, qu'il considère comme un échec. Plusieurs agences de l'ONU ont averti que le retrait de la Minurcat pourrait provoquer un vide sécuritaire dans l'est du Tchad où les attaques contre les travailleurs humanitaires sont fréquentes. La Minurcat a été créée en 2007 pour assurer la sécurité des réfugiés et déplacés dans l'est du Tchad et en Centrafrique — dont beaucoup de réfugiés du Darfour, province du Soudan voisin —, favoriser le retour volontaire des réfugiés et faciliter l'aide humanitaire.

- Dimanche 25 avril 2010 : Le président Idriss Deby Itno est à Paris pour un « bilan de santé » et « pourrait subir une opération du nerf radial, séquelle d'une ancienne blessure ».

- Jeudi 29 avril 2010 : Selon le gouvernement, les combats ayant opposé les 24 et 26 avril l'armée à la rébellion du FPRN dans l'est du Tchad ont causé la mort de 105 insurgés et d'un militaire; d'autre part 62 rebelles ont été faits prisonniers. Les affrontements se sont déroulés vers Fort Djahaname, localité proche de la frontière avec le Soudan, l'armée ayant décidé de « nettoyer la zone » où le Front populaire pour la renaissance nationale (FPRN) dirigé par le colonel Adoum Yacoub, « depuis quelque temps […] pose des mines » causant des victimes civiles et militaires[8].

### Mai 2010
- Samedi 15 mai 2010 : Quatre mouvements rebelles tchadiens — le Conseil démocratique révolutionnaire (CDR), le Front pour le salut de la République (FSR), l'Union des forces pour la démocratie et le développement (UFDD) et le Mouvement démocratique de rénovation tchadienne (MDRT) — annoncent, depuis Libreville (Gabon), la formation d'une nouvelle coalition, l'Alliance nationale pour le changement démocratique qui vise le renversement du président Idriss Deby Itno. Le général Nouri Mahamat, ex-ministre de la Défense devenu chef rebelle et président de la nouvelle coalition : « Nous disons qu'il faut prendre le pouvoir par tous les moyens, par la voie pacifique ou par les armes si la voie pacifique est fermée, comme cela est actuellement le cas ».

- Mardi 25 mai 2010 : Le Conseil de sécurité, dans sa résolution 1923 adoptée à l'unanimité de ses quinze membres, décide de retirer d'ici à la fin de l'année la mission de l'ONU au Tchad et en Centrafrique (Minurcat), conformément à la volonté du gouvernement tchadien. Selon le schéma adopté, la composante militaire de la Minurcat, qui compte actuellement 3 300 soldats, sera réduite à 2 200 hommes d'ici au 15 juillet[9].

### Juin 2010
- Mercredi 9 juin 2010 : Le Tchad s'est engagé avec cinq autres pays africains à ce qu'« aucun enfant de moins de 18 ans ne prenne part, directement ou indirectement, à des hostilités et, le cas échéant, de prévenir toute forme de recrutement ». Il s'agit d'un accord en treize points, dont une stratégie transfrontalière contre la prolifération et le trafic d'armes légères. Les signataires ont également promis de ratifier le protocole additionnel à la Convention des droits de l'enfant de l'ONU concernant l'implication d'enfants dans les conflits armés[10].

- Jeudi 24 juin 2010 : Le Programme alimentaire mondial déclare que la faim touche « six ménages sur dix » dans les régions sahéliennes de l'ouest du Tchad et que « la situation continue à se dégrader », indiquant qu'il portera assistance jusqu'à juillet à près de 980 000 personnes dans le pays sur 1,6 million de personnes en insécurité alimentaire dans les régions de Bahr el-Ghazal (centre-ouest), Batha (centre), Guéra (centre-sud), Hadjer-Lamis, Lac et Kanem (ouest)[11].

- Dimanche 27 juin 2010 : Une employée française de l'ONG humanitaire Oxfam, responsable de la base de Koukou Angarana abritant un camp d'environ 20 000 réfugiés soudanais, est enlevée lors de l'attaque menée par 7 hommes armés. Immédiatement poursuivis par les forces armées et ceux du Détachement intégré de sécurité, ils ont été rattrapés avant la frontière avec le Soudan et la prisonnière a pu être libérée[12].

### Août 2010
- Mercredi 11 août 2010 :
  - Fête du 50e anniversaire de l'Indépendance.
  - Le président Idriss Deby Itno remet en cause l'opération Épervier, demandant une contrepartie financière à la présence militaire française au Tchad : « Nous nous acheminons vers une révision de l'accord de siège entre Épervier et le Tchad […] Cela fait 20 ans (1986) qu'Epervier existe et il ne joue plus son rôle, à part quelques soins donnés aux malades et un appui logistique en cas d'agression quelque part […] Nous allons revoir l'accord de siège, puisqu'il n'existe pas un accord : la France ne paye rien au Tchad à part quelques marchandises qui entrent sous douanes. Si la France veut rester au Tchad et utiliser ses avions, entraîner ses hommes, il y a un coût à payer et l'accord de siège permettra de clarifier ce que la France doit payer au Tchad […] Autrement dit, si la France dit qu'elle n'a pas de moyens pour payer et qu'elle veut partir, nous garderons les meilleures relations possibles mais nous n'empêcherons pas Épervier de partir […] Nous allons jouer à fond les intérêts du Tchad tout en gardant l'amitié avec la France ». L'opération Épervier avait été déclenchée en 1986 après le franchissement du 16e parallèle par les forces armées libyennes qui soutenaient le leader Goukouni Oueddei, renversé par Hissène Habré. Les militaires français n'ont depuis plus quitté le pays gardant notamment une base sur l'aéroport de N'Djamena et une autre sur l'aéroport d'Abéché dans l'est du pays[13].

- Jeudi 19 août 2010 : L'ONG Reporters sans frontières « regrette » l'adoption  par l'Assemblée nationale d'une nouvelle loi sur la presse et demande au président Idriss Deby de ne pas la promulguer. Selon l'ONG, les peines d'emprisonnement sont supprimées pour les délits de presse (diffamation et injures), et l'offense au chef de l'État est aussi supprimé. Mais, des peines d'emprisonnement de 6 mois à un an, des amendes de 100 000 à 1 million de F CFA (150 à 1 500 euros) ainsi que des suspensions de parution de six mois, sont toutefois introduites dans la nouvelle loi pour les « crimes » comme l'incitation à la haine raciale ou ethnique ou l'apologie de la violence, cependant cette « dernière disposition n'est pas assez claire et laisse la place à des interprétations extensives qui peuvent se retourner contre les journalistes » et laisse « une épée de Damoclès sur la tête des journalistes et des médias tchadiens »[14].

- Jeudi 26 août 2010 : Selon le premier bilan de l'Office de coordination de l'aide humanitaire (OCHA) des Nations unies, plus de 108 705 personnes sont sinistrées en raison des inondations provoquées par les fortes pluies qui se sont abattues sur plusieurs régions du Tchad ces dernières semaines. L'OCHA précise que les chiffres sont « provisoires », de nombreuses zones étant inaccessibles et « des données continuant à être collectées ». Le premier ministre Emmanuel Nadingar a lancé un appel « aux bonnes volontés et aux partenaires du Tchad » pour l'aider à faire face.

### Septembre 2010
- Samedi 11 septembre 2010 : le Bureau de coordination des affaires humanitaires de l'ONU estime que les inondations qui se produisent depuis fin juillet ont touché quelque 144 600 personnes, dont 69 800 sans abri, dans 12 régions et menacent la sécurité alimentaire du pays. Le bilan provisoire des dégâts fait état de « 7 444 habitats détruits, de 31 576 hectares de cultures perdus et de plus de 1 300 têtes de bétail perdues […] Ces chiffres restent partiels car l'état des routes rend inaccessible certaines zones inondées »[15].

- Samedi 25 septembre 2010 : la Commission électorale nationale indépendante publie sa proposition de calendrier décalant trois élections : les législatives prévues le 28 novembre sont reprogrammées au 20 février 2011, les locales prévues le 12 décembre sont reportées au 27 mars 2011 et la présidentielle est reportées du 23 avril au 8 mai 2011.

### Octobre 2010
- Samedi 9 octobre 2010 : les partis politiques tchadiens, réunis en concertation autour du président Idriss Deby Itno aujourd'hui, ont adopté un nouveau calendrier électoral avançant de quelques semaines la présidentielle et les législatives et repoussant les locales. Les élections législatives sont prévues pour le 6 février 2011 au lieu du 20 février, le premier tour de l'élection présidentielle aura lieu le 3 avril au lieu du 8 mai et les élections locales sont repoussées du 27 mars au 26 juin 2011. Un recensement électoral effectué en mai et juin a permis d'enregistrer près de 4,5 millions d'électeurs dans ce pays qui compte officiellement 11,1 millions d'habitants, selon des chiffres provisoires de la Commission électorale nationale indépendante[16].

- Mardi 12 octobre 2010 : les inondations qui touchent le Tchad depuis juillet ont affecté 150 000 personnes et 52 600 hectares de terres ensemencées ont été envahis dans 19 régions. A Bongor, 16 550 hectares sont perdus et 16 600 habitations sont détruites, touchant quelque 40 600 personnes. Le Tchad était déjà affecté par une crise alimentaire après une mauvaise campagne agricole 2009-2010 avec des pertes de récoltes et une forte mortalité au sein du cheptel.

- Mercredi 20 octobre 2010 : Les inondations dues aux des pluies diluviennes de ces derniers mois ont fait 24 morts et quelque 150 000 sinistrés.

- Vendredi 22 octobre 2010 : Les 6 membres de l'association française Arche de Zoé, dont son président Éric Breteau et sa compagne Emilie Lelouch, soupçonnés d'avoir tenté d'exfiltrer 103 enfants du Tchad vers la France en octobre 2007, sont renvoyés devant le tribunal correctionnel de Paris, pour escroquerie, aide à l'entrée et au séjour irrégulier de mineurs étrangers en France et exercice illégal de l'activité d'intermédiaire en vue d'adoption, chefs passibles de dix ans de prison et de 750 000 euros d'amende[17].

### Novembre 2010
- Vendredi 12 novembre 2010 : la Mission des Nations Unies en République centrafricaine et au Tchad (Minurcat) a officiellement remis à l'armée tchadienne sa base d'Iriba (nord) dans le cadre de son programme de retrait définitif du pays avant fin décembre. Demandé par le président Deby, le retrait de la Minurcat a été accepté par le Conseil de sécurité dans sa résolution 1923 adoptée le 25 mai 2010. Selon le schéma approuvé, la composante militaire a été réduite à quelque 2 200 hommes (1 900 au Tchad et 300 en Centrafrique) jusqu'à la mi-juillet. La seconde phase de retrait, engagée mi-octobre, concerne les forces restantes et la composante civile (un millier de personnes)[18].

- Jeudi 18 novembre 2010 : le gouvernement autorise l'audition par la justice, « comme témoins », du ministre de la Défense, Kamougué Wadal Abdelkader et du ministre secrétaire général du Gouvernement, Ahmat Mahamat Bachir (ancien ministre de l'Intérieur), sur « les événements » de janvier-février 2008, faisant référence à une attaque rebelle avortée sur N'Djamena suivie d'arrestations et de disparitions : « Sur la base des informations contenues dans le rapport d'enquête sur les événements du 28 janvier au 8 février 2008, les enquêteurs judiciaires avaient auditionné plusieurs personnalités à la suite d'une plainte initiée par l'État tchadien contre X pour atteinte à l'ordre constitutionnel, à l'intégrité et à la sécurité du territoire national, enlèvements, tentative d'enlèvements, disparitions, atteintes à l'intégrité physique et morale »[19].

- Jeudi 25 novembre 2010 : selon le Bureau de la coordination des affaires humanitaires de l'ONU (Ocha), l'épidémie de choléra a fait 166 morts depuis juin au Tchad sur 5.787 cas enregistrés sur 16 districts sanitaires, cependant « la tendance actuelle est à la maîtrise de l'épidémie, même si la situation reste inquiétante à Bongor ». Les inondations ont touché quelque 150 000 personnes. D'autre part 14 cas de poliomyélite « virus sauvage » ont été confirmés contre 66 en 2009[20].

### Décembre 2010
- Vendredi 31 décembre 2010 : Le général Oki Dagache, représentant spécial du président Idriss Deby Itno, auprès de la force internationale, déclare que le mandat de la Mission des Nations Unies en République centrafricaine et au Tchad (Minurcat) a pris officiellement fin au Tchad aujourd'hui, « tout le monde sera parti au plus tard fin février ». Le camp d'Abéché, principal camp de la force internationale, doit être rendu avant le 31 janvier 2011. La Minurcat avait pris en mars 2009 le relais de la force européenne Eufor, pour assurer la sécurité des réfugiés (soudanais et centrafricains notamment) et déplacés dans l'est du Tchad et le nord-est de la Centrafrique, favoriser leur retour volontaire et faciliter l'aide humanitaire.